# Xavier Roca Ferrer
|  | Aquest article tracta sobre el notari i escriptor. Vegeu-ne altres significats a «Xavier Roca». |

Xavier Roca i Ferrer (Barcelona, 1949) és un notari barceloní (doctorat en Filologia Clàssica) que també conrea la creació literària amb bons resultats, és a dir, crítiques positives, traduccions de la seva obra (al castellà) i, en especial, el premi literari Josep Pla del 1993. També ha traduït obres de l'alemany, l'anglès i el francès al català (d'autors com Horaci, Hans Natonek i David Garrett).

## Obra

### Narrativa breu
- 1993 El cap de Penteu
- 1996 L'home dels miracles
- 2003 L'art i Miss Arkansas

### Novel·la
- 1994 Els dimonis familiars
- 1998 El cas Petrescu
- 2000 Un cos perfecte

## Premis
- 1993 Josep Pla per El cap de Penteu